# I Won't Let You Down
Singles de Ph.D.
Little Suzi's on the Up
(1982)
I Won't Let You Down est un single musical du groupe britannique Ph.D., extrait de l'album du même nom, sorti en 1982. Le titre a rencontré à l'époque un large succès international, étant certifié disque d'or au Royaume-Uni et en France, où il s'est vendu à 875 000 exemplaires.

## Vidéoclips et performances télévisées
Le clip original de la chanson a été tourné dans et autour du quartier Queensway de l'ouest de Londres.
Comme avec le clip suivant « Little Suzi On the Up », la vidéo est prise dans un style burlesque, Jim Diamond interprète un homme bien habillé utilisant des cadeaux et emmenant son amante dans des bars et restaurants huppés pour tenter de regagner son affection.
Sa conquête est interprétée par la chanteuse Nina Carter (formant avec son sosie Jilly Johnson le groupe pop Blonde on Blonde).
Tony Hymas apparaît comme l'antagoniste de la vidéo, portant différents déguisements dans diverses scènes où il tente en vain d'éliminer son rival, interprété par Diamond, afin de le remplacer auprès de l'objet de ses désirs.
Il réussit enfin quand, se faisant passer pour un concessionnaire automobile, il attire Diamond dans une voiture d'occasion (une Fiat 128 blanche), qui se révèle être au bout d'une grue dans un parc à ferrailles en cours de levage, tandis qu'Hymas s'éloigne avec la fille alors que la caméra fait un zoom arrière et s'estompe au noir.
La performance de l'émission de télévision allemande Bananas s'est déroulée dans le vestiaire d'un club où Diamond interprète la chanson alors qu'il déclare son amour à Nina Carter assise à ses côtés.
Il regarde également le miroir et après s'être retourné, son image chante également.
En fin de compte, Diamond emballe la femme mais après qu'il a quitté la pièce, alors que son reflet se rapproche d'elle (qui était en réalité en train de regarder Diamond dans le miroir).
La performance TopPop de la chanson se déroule dans un studio avec une grande statue en arrière-plan.
Diamond chante aux sœurs jumelles assises à côté de lui avec Hymas au premier plan sur les synthétiseurs.

## Classements
| Classement (1982)                      | Meilleure place |
| -------------------------------------- | --------------- |
| Allemagne (Media Control AG)           | 14              |
| Australie (Kent Music Report)          | 5               |
| Belgique (Flandre Ultratop 50 Singles) | 1               |
| France (IFOP)                          | 4               |
| Pays-Bas (Single Top 100)              | 1               |
| Royaume-Uni (Official Charts Company)  | 3               |
| Suisse (Schweizer Hitparade)           | 2               |